# Верх-Бійськ
Верх-Бійськ (рос. Верх-Бийск) — село Турочацького району, Республіка Алтай Росії. Входить до складу Тондошенського сільського поселення.
Населення — 460 осіб (2015 рік).